# Колєсніков Віталій Володимирович
Віта́лій Володи́мирович Колє́сніков (нар. 8 грудня 1988) — український футболіст, нападник клубу «Інгулець».

## Біографія
Віталій Колєсніков народився 8 грудня 1988 року. Професіональну кар'єру розпочав у друголіговому клубі «Єдність», у складі якого зіграв 14 матчів та забив 3 м'ячі. У 2012 році перейшов до іншого друголігового клубу, «Сталь» (Дніпродзержинськ), у складі якого зіграв 21 поєдинок. Наступним клубом Віталія став ще один друголіговий клуб «Мир» (Горностаївка), у складі якого він зіграв 7 поєдинків.
2014 року Віталій перейшов до аматорського клубу «Агрофірма-П'ятихатська» (с. Володимирівка). У складі команди він в аматорському чемпіонаті України зіграв 9 матчів (1 забитий м'яч), в аматорському Кубку України зіграв 6 матчів (2 голи), а також в чемпіонаті області зіграв 5 поєдинків. Того року у складі «Інгульця» він став срібним призером аматорського чемпіонату України та переможцем чемпіонату Кіровоградської області. У 2015 році гравець зіграв 10 поєдинків та забив 4 м'ячі в аматорському чемпіонаті, а також провів 6 матчів та забив 5 м'ячів у чемпіонаті Кіровоградської області. У Другій лізі сезону 2015/16 Віталій Колєсніков зіграв 18 матчів та забив 6 м'ячів, цього сезону у складі «Інгульця» він став бронзовим призером Другої ліги. 2016 року був переведений до складу «Інгульця-2».

## Досягнення
- Друга ліга чемпіонату України
  -  Бронзовий призер (1): 2015/16

- аматорський Чемпіонат України
  -  Срібний призер (1): 2014

- Чемпіонат Кіровоградської області
  -  Чемпіон (1): 2014